# Tiliacora louisii
Tiliacora louisii är en tvåhjärtbladig växtart som beskrevs av Georges M.D.J. Troupin. Tiliacora louisii ingår i släktet Tiliacora och familjen Menispermaceae. Inga underarter finns listade i Catalogue of Life.